# وليام إ. بلاكستون
وليام إ. بلاكستون (بالإنجليزية: William E. Blackstone)‏‏ (6 أكتوبر 1841 في آدامز - 7 نوفمبر 1935 ) قس .